# Centrale Laforge-2
La centrale Laforge-2 est une centrale hydroélectrique et un barrage érigés sur la rivière Laforge, un affluent de la Grande Rivière, par la Société d'énergie de la Baie-James pour le compte d'Hydro-Québec dans la région administrative du Nord-du-Québec, au Québec. Cette centrale, construite dans le cadre de la phase 2 du projet de la Baie-James, a une puissance installée de 319 MW. Elle a été mise en service en 1996.
Elle se situe à plus de 600 km de l'embouchure de la Grande Rivière.

## Ouvrages
Cette centrale est une centrale dite « de surface ». Elle se compose de 2 groupes de turbines-alternateurs qui génèrent 310 MW. La chute nette nominale est de 27,4 m.
La construction dure 4 ans, du printemps 1993 à décembre 1996.

## Images

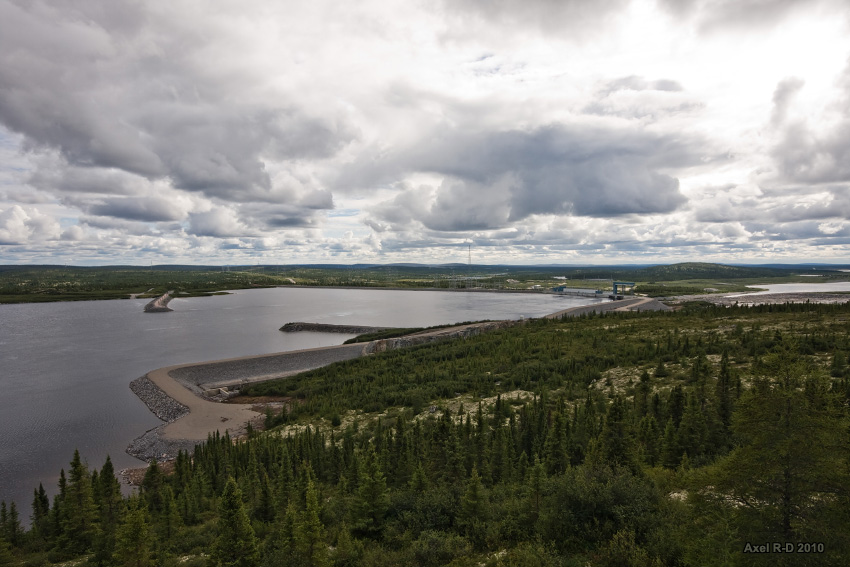
La centrale, vue de l'aval.
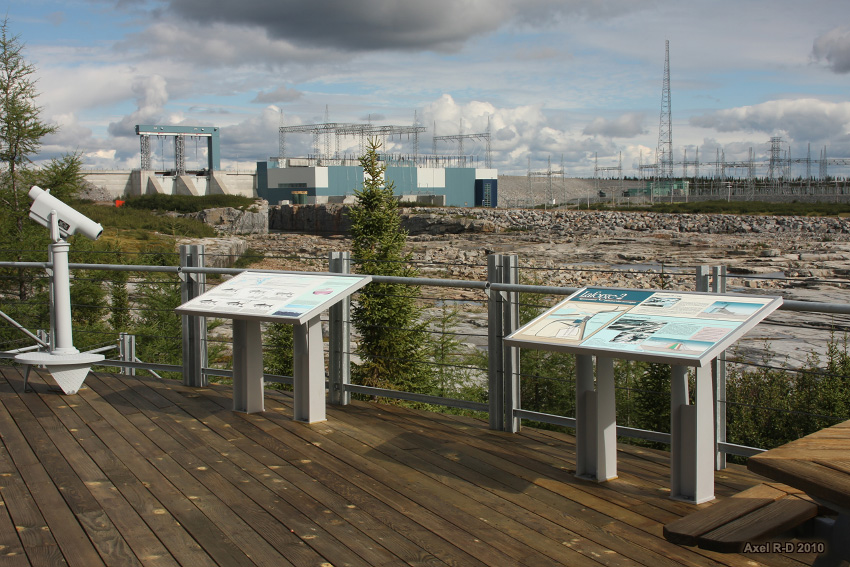
Un belvédère d'observation a été aménagé par Hydro-Québec
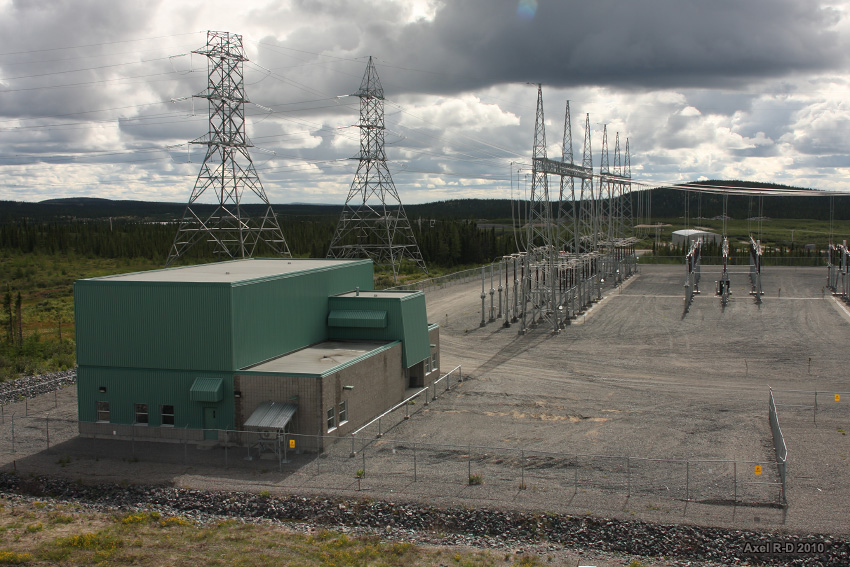
Le poste de départ de la centrale alimente le réseau à 315 kV
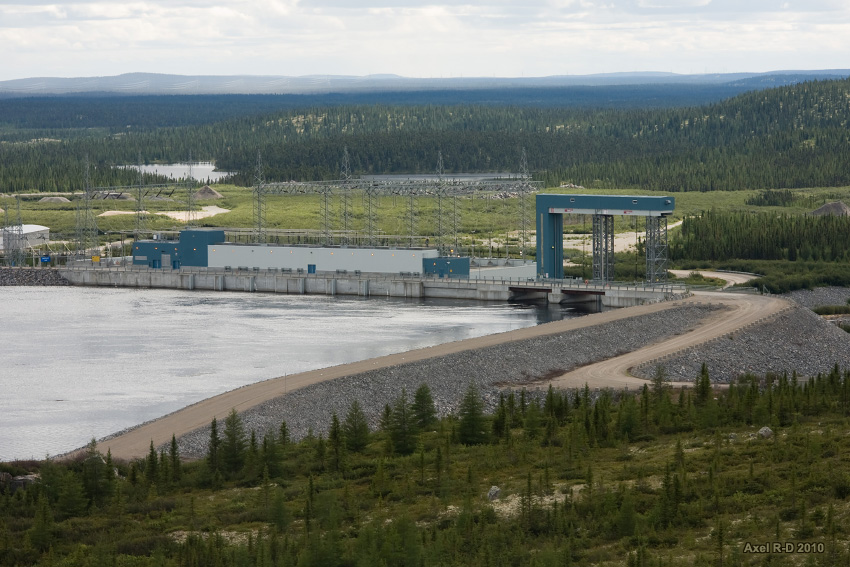
La centrale, vue de l'amont.